# Тремело
Тремело (на нидерландски: Tremelo) е селище в Централна Белгия, окръг Льовен на провинция Фламандски Брабант. Намира се на 10 km северно от град Льовен. Населението му е около 13 700 души (2006).
В Тремело е роден католическият мисионер и светец Дамиан Молокайски (1840-1889).